# Liste der Pfarren im Dekanat Amstetten
Das Dekanat Amstetten ist ein Dekanat der römisch-katholischen Diözese St. Pölten. Es umfasst 22 Pfarren.

## Pfarren mit Kirchengebäuden und Kapellen
| Ort                      | Pfarrverband          | Ink.                | Seit                 | Patrozinium                | Kirchengebäude und Kapellen                                   | Bild |
| ------------------------ | --------------------- | ------------------- | -------------------- | -------------------------- | ------------------------------------------------------------- | ---- |
| Amstetten-Herz-Jesu      |                       |                     | 1939                 | Herz Jesu                  | Pfarrkirche Amstetten-Herz JesuFilialkirche Eisenreichdornach |      |
| Amstetten-St. Marien     |                       |                     | 1975                 | Maria, Mutter der Kirche   | Pfarrkirche Amstetten-St. Marien                              |      |
| Amstetten-St. Stephan    |                       |                     | 1128                 | Hl. Stephanus, Erzmärtyrer | Pfarrkirche Amstetten-St. Stephan                             |      |
| Ardagger Markt           |                       |                     | 1784                 | Hl. Nikolaus               | Pfarrkirche Ardagger Markt                                    |      |
| Ardagger-Stift           |                       |                     | 1063                 | Hl. Margareta              | Stiftskirche Ardagger                                         |      |
| Aschbach                 |                       | Seitenstetten (OSB) | vor 1109             | Hl. Martin                 | Pfarrkirche Aschbach-Markt                                    |      |
| Euratsfeld               | Euratsfeld-Ferschnitz |                     | 13. Jahrhundert/1939 | Hl. Johannes der Täufer    | Pfarrkirche Euratsfeld                                        |      |
| Ferschnitz               | Euratsfeld-Ferschnitz |                     | 13. Jahrhundert      | Hl. Xystus                 | Pfarrkirche FerschnitzFilialkirche Innerochsenbach hl. Martin |      |
| Kollmitzberg             |                       |                     | 1250/1750            | Hl. Ottilie                | Pfarrkirche Kollmitzberg                                      |      |
| Krenstetten              |                       | Seitenstetten (OSB) | 1862                 | Mariä Himmelfahrt          | Wallfahrtskirche Krenstetten                                  |      |
| Mauer-Öhling             |                       | Seitenstetten (OSB) | 1784/neu 1833        | Hl. Wolfgang               | Pfarrkirche Öhling                                            |      |
| Neuhofen an der Ybbs     |                       |                     | 996                  | Mariä Himmelfahrt          | Pfarrkirche Neuhofen an der Ybbs                              |      |
| Neustadtl an der Donau   |                       |                     | 1147                 | Hl. Jakobus der Ältere     | Pfarrkirche Neustadtl an der Donau                            |      |
| Oed                      | Zeillern-Oed          |                     | 1716                 | Hll. Petrus und Paulus     | Pfarrkirche Oed Markt                                         |      |
| Sindelburg               |                       |                     | 11. Jahrhundert      | Hl. Johannes der Täufer    | Pfarrkirche SindelburgFilialkirche St. Anna in Wallsee        |      |
| St. Georgen am Ybbsfelde |                       |                     | 1368                 | Hl. Georg                  | Pfarrkirche St. Georgen am Ybbsfelde                          |      |
| Stephanshart             |                       |                     | 11. Jahrhundert      | Hl. Stefan                 | Pfarrkirche Stephanshart                                      |      |
| Strengberg               |                       |                     | 1031                 | Mariä Himmelfahrt          | Pfarrkirche Strengberg                                        |      |
| Ulmerfeld-Hausmening     |                       |                     | vor 1250             | Hll. Petrus und Paulus     | Pfarrkirche Ulmerfeld                                         |      |
| Viehdorf                 |                       |                     | 1128/1300            | Hll. Petrus und Paulus     | Pfarrkirche Viehdorf                                          |      |
| Winklarn                 |                       |                     | 13. Jahrhundert      | Hl. Rupert                 | Pfarrkirche Winklarn                                          |      |
| Zeillern                 | Zeillern-Oed          |                     | 1462                 | Hl. Jakobus der Ältere     | Pfarrkirche Zeillern                                          |      |

## Dechanten
- 2001–2017 Johann Berger, Pfarrer in Ferschnitz[1]
- seit 2017 Georg Haumer, Pfarrer von Aschbach-Markt